# 特洛伊鎮區 (印地安納州方廷縣)
特洛伊鎮區（英語：Troy Township）是位於美國印地安納州方廷縣的一個行政鎮區。

## 地方資料
根據2010年美國人口普查的數據，特洛伊鎮區的面積為115.10平方千米，當中陸地面積為113.60平方千米，而水域面積為1.50平方千米。當地共有人口3711人，而人口密度為每平方千米32.24人。